# 蒙嘉
蒙嘉（?—?），战国末期秦国的官员，官至中庶子，秦王政的宠臣。
前227年（秦王政二十年、燕王喜二十八年），燕国使者荆轲抵达秦国都城咸阳，通过千金之资的厚礼贿赂蒙嘉，以谦卑的言词求见秦王。蒙嘉先对秦王转达：“燕王实在畏惧仰慕大王之威，不敢出兵抗拒大王，愿全国作为秦国内臣，相当于降伏的诸侯之列，像郡县一样对秦国纳贡，来换取奉守先王之宗庙。恐惧而不敢亲自面陈，特地斩下樊於期之头，献出燕国督亢地图，装在匣子里，在燕国朝庭燕王举行拜送仪式，派使臣来禀报大王。听候大王发落。”秦王政大喜过望，穿上君臣朝会时的礼服，安排朝会大典迎见荆轲。于是出现荆轲刺秦王的事件，蒙嘉后事不详。